# Boucardicus simplex
Boucardicus simplex és una espècie de caragol terrestre pertanyent a la família Cyclophoridae.

## Hàbitat
Viu als boscos tropicals i subtropicals secs entre 400 i 540 m d'altitud.

## Distribució geogràfica
Es troba a Madagascar: Mont Ilapiry.

## Estat de conservació
La seua principal amenaça és la tala i crema dels boscos on viu.